# Аріель Борисюк
Аріель Бори́сюк (пол. Ariel Borysiuk, нар. 29 липня 1991, Біла Підляська) — польський футболіст, півзахисник «Ягеллонії» і національної збірної Польщі.

## Клубна кар'єра
Народився 29 липня 1991 року в місті Біла Підляська. Вихованець місцевої футбольної школи «ТОП 54 Біла Підляська».
У дорослому футболі дебютував 2007 року виступами за команду клубу «Легія», в якій провів чотири сезони, взявши участь у 90 матчах чемпіонату. Більшість часу, проведеного у складі «Легії», був основним гравцем команди.
Своєю грою за цю команду привернув увагу представників тренерського штабу клубу «Кайзерслаутерн», до складу якого приєднався 2012 року. Відіграв за кайзерслаутернський клуб наступні два сезони своєї ігрової кар'єри. Граючи у складі «Кайзерслаутерна» також здебільшого виходив на поле в основному складі команди.
Першу половину 2014 року провів у Росії, де захищав на умовах оренди кольори «Волги» (Нижній Новгород). Після завершення оренди влітку 2014 повернувся до «Кайзерслаутерна», проте відразу ж був знову відданий в оренду, цього разу до «Лехії» (Гданськ).

## Виступи за збірні
2007 року дебютував у складі юнацької збірної Польщі, взяв участь у 11 іграх на юнацькому рівні, відзначившись одним забитим голом. 2010 року залучався до складу молодіжної збірної Польщі. На молодіжному рівні зіграв в 11 офіційних матчах.
2010 року дебютував в офіційних матчах у складі національної збірної Польщі, за яку наразі провів 9 матчів.

## Титули і досягнення
- Володар Кубку Польщі (3):

«Легія»:  2007/08, 2010/11, 2015/16
- Чемпіон Польщі (1):

«Легія»:  2015/16
- Чемпіон Молдови (1) :

«Шериф»:  2019